# Starsky and Hutch
Starsky and Hutch is een Amerikaanse televisieserie uit de jaren 70. De serie werd in Noord-Amerika uitgebracht door Columbia Pictures Television en in andere delen van de wereld officieel door Metromedia Producers Corporation.

## Verhaal

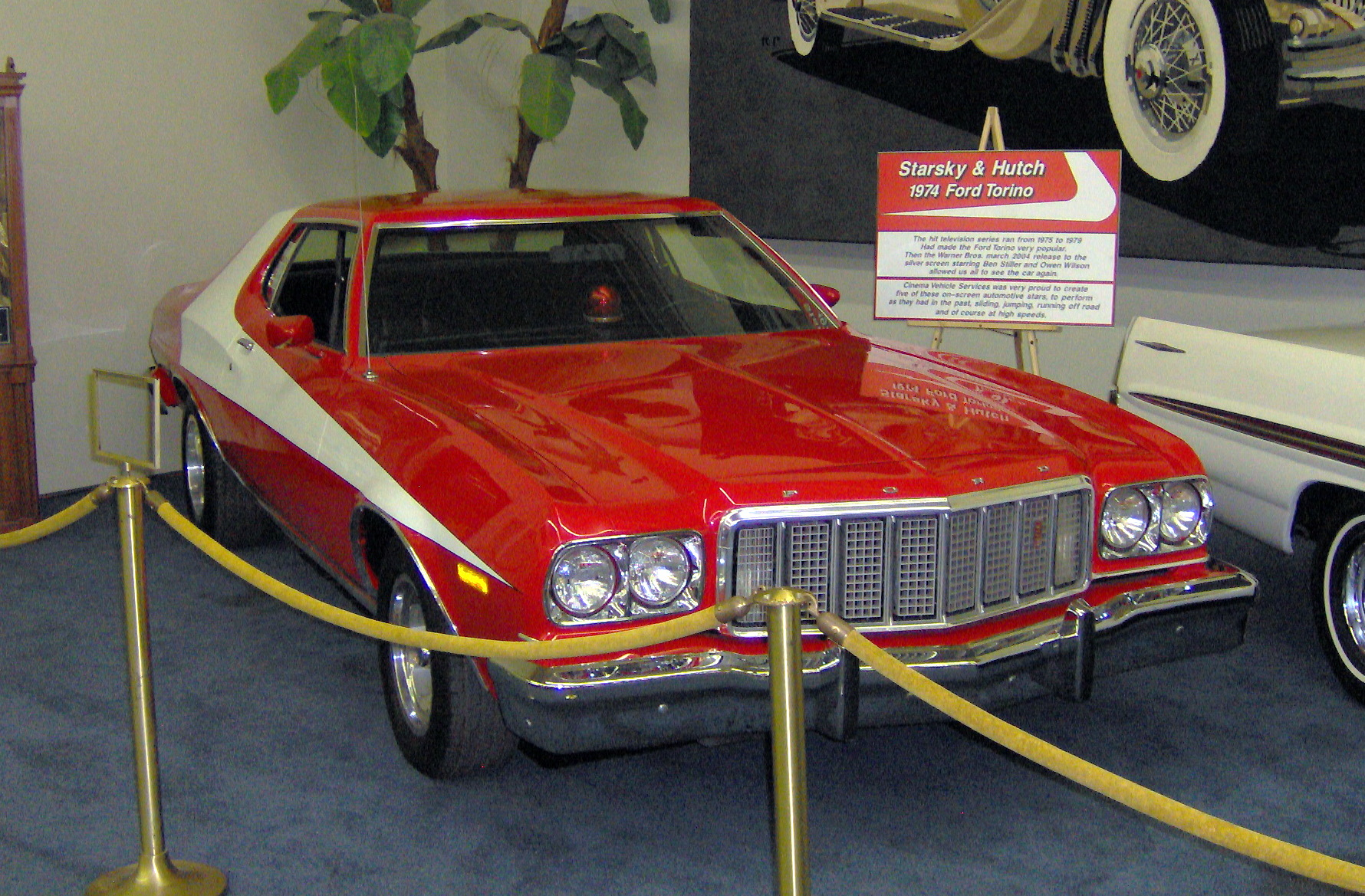
Een Ford Torino gebruikt in de film Starsky & Hutch

In de film reden Starsky en Hutch rond in een Ford Torino uit 1974. De hoofdfiguren waren twee politieagenten uit Zuid-Californië: de donkerharige David Starsky (Paul Michael Glaser), een door het straatleven geharde detective met een enorm kinderlijke nieuwsgierigheid en de blonde Kenneth 'Hutch' Hutchinson (David Soul),  meer een gereserveerde intellectueel.
Ze stonden bekend om het rondscheuren door de straten van "Bay City" in Starsky's tweedeurs Ford Torino. Deze auto was rood met een witte vectorstreep langs beide zijkanten en kreeg in de aflevering "Kill Huggy Bear" van Hutch de bijnaam "Gestreepte tomaat" en Huggy Bear noemde de auto "een tomaat met bretels"! Nadien hebben de fans van de serie de naam aangenomen en tot op de dag van vandaag gebruiken de meeste mensen deze naam. De term kwam overigens niet van de schrijvers, maar van een uitspraak die Glaser in het dagelijks leven maakte. Toen Aaron Spelling de auto namelijk voor het eerst liet zien, had Glaser sarcastisch opgemerkt: "Het ding lijkt op een gestreepte tomaat!" Hutch had zelf ook een auto, een gedeukte Ford Galaxie 500 uit 1973, welke verscheen wanneer het duo ieder een eigen auto nodig had of voor een geheime missie. Hun voornaamste contact met de onderwereld was via "Huggy Bear" (Antonio Fargas), een op straat levende, wauwelende man die zich vaak extravagant kleedde en die soms getipt werd, maar nooit bekende (noch ontkende) dat hij een pooier was. De baas van het duo was de norse, ernstige commandant Harold Dobey, in de serie gespeeld door Bernie Hamilton met de knarsende stem; in de proefuitzending werd deze rol door Richard Ward vertolkt.
Twee karakternamen kwamen uit William Blinns verleden: "Starsky" was de naam van een vriend op de middelbare school en "Huggy Bear" was een plaatselijke diskjockey.
De fans hielden van deze rauwe en vaak gewelddadige intriges, die gepaard gingen met komische plagerijen en vooral van de hechte, toegewijde, blijvende vriendschap tussen Starsky en Hutch. Starsky en Hutch waren openhartig met fysieke, affectieve gebaren en stelden vaak dat ze niemand anders op de wereld vertrouwden dan elkaar. Dit stond in sterk contrast met de politiefiguren in televisieseries tot dan toe en met de normen van die tijd, met een meer masculien en afstandelijker gedrag. Dit leidde ertoe dat sommigen in Hollywood spraken over "prime time-homo's".
Toen in 1977 een conservatieve bezorgdheid opkwam betreffende geweld op televisie, o.a. de zgn. Moral Majority, werden de scriptschrijvers gedwongen de gewelddadige actiescènes in te dammen en meer romantische en socialere thema's te gebruiken en zo de "overvriendelijke" accenten van de serie meer te benadrukken. De hoofdrolspelers, met name Paul Michael Glaser, raakten uitgeput door het algemene thema van de serie. Deze factoren droegen onder andere bij aan de afnemende populariteit van de serie.
Gedurende het tweede seizoen liet Glaser duidelijk aan de mensen om hem heen merken dat hij van zijn contract afwilde en de serie wenste te verlaten. Aan het begin van seizoen drie zag het ernaar uit dat hij niet zou terugkeren. Om de vacature te vullen, werd de rol van politieagent Linda Baylor gecreëerd en ook een aantal alternatieve scripts van het personage waren al geschreven voor het geval Starsky zou vertrekken. Het is onbekend of de naam van de serie hetzelfde zou zijn gebleven. Uiteindelijk werd Glaser overtuigd te blijven en verscheen Baylor, gespeeld door Roz Kelly, naast Starsky en Hutch eenmalig in de aflevering "Fatal Charm" (begin derde seizoen).
Tijdens het vierde seizoen sprak Glaser nogmaals het verlangen uit  te willen stoppen. Deze keer werd Starsky's jongere broer Nick (John Herzfeld) geïntroduceerd in de aflevering "Starsky's Brother" (vierde seizoen) en lag hij overhoop met wat slecht gezelschap. Het was de bedoeling dat, wanneer Glaser de serie zou verlaten, de tot inkeer gekomen Nick zich bij het politiekorps zou aansluiten en zo de plaats van Glaser zou innemen (op die manier kon de titel "Starsky and Hutch" tenminste behouden worden). Maar wederom kwam het er niet van. Alhoewel een vijfde seizoen op stapel stond, waren het behalve Glasers wens om te stoppen, uiteindelijk ook de dalende kijkcijfers die een einde aan de serie maakten. Ironisch genoeg kreeg Glaser aanvankelijk weinig aandacht voor zijn bekendste rol, zoals vaak met hoofdrolspelers in successeries en wilde hij er afstand van doen, maar in recentere jaren omarmde hij het juist. Ditzelfde gebeurde ook met rollen als Leonard Nimoy in Star Trek, Adam West in Batman en Tom Baker in Doctor Who.

## Lijst van afleveringen

### Proefuitzending (1975)
Starsky and Hutch (90 min.)

### Eerste seizoen (1975-'76)
1. Savage Sunday
2. Texas Longhorn
3. Death Ride
4. Snowstorm
5. The Fix
6. Death Notice
7. Pariah (ook bekend als What Do You Do When Justice Fails)
8. Knockover (nooit uitgezonden)
9. Kill Huggy Bear
10. The Bait
11. Lady Blue
12. Captain Dobey, You're Dead!
13. Terror on the Docks
14. The Deadly Impostor
15. Shootout
16. The Hostages
17. Losing Streak
18. Silence
19. The Omaha Tiger
20. Jojo
21. Running
22. A Coffin For Starsky
23. The Bounty Hunter
24. Dead Man Walking (nooit uitgezonden)

### Tweede seizoen (1976-'77)
1. The Las Vegas Strangler - (deel 1)
2. The Las Vegas Strangler - (deel 2)
3. Murder at Sea - (deel 1)
4. Murder at Sea - (deel 2)
5. Gillian
6. Bust Amboy (ook bekend als Nightlight)
7. The Vampire
8. The Specialist
9. MOJO (nooit uitgezonden)
10. Tap Dancing Her Way Right Back into Your Hearts
11. Vendetta (ook bekend als The Monster)
12. Nightmare
13. Iron Mike (ook bekend als Captain Mike Ferguson)
14. Little Girl Lost
15. Bloodbath
16. The Psychic
17. The Set-Up - (deel 1)
18. The Set-Up - (deel 2)
19. Survival
20. Starsky's Lady (ook bekend als Revenge)
21. Sixty Miles To Hell (nooit uitgezonden)
22. Huggy Bear and the Turkey
23. The Committee
24. The Velvet Jungle
25. Long Walk Down a Short Dirt Road
26. Murder on Stage 17
27. Starsky and Hutch Are Guilty

### Derde seizoen (1977-'78)
1. Starsky & Hutch on Playboy Island - (deel 1) (ook bekend als Murder on Voodoo Island)
2. Starsky & Hutch on Playboy Island - (deel 2) (ook bekend als Murder on Voodoo Island)
3. Fatal Charm
4. Die Before They Wake (nooit uitgezonden)
5. I Love You, Rosey Malone
6. Murder Ward
7. Death in a Different Place
8. The Crying Child
9. The Heroes
10. The Plague - (deel 1)
11. The Plague - (Deel 2)
12. The Collector
13. Manchild on the Streets
14. The Action
15. The Heavyweight
16. A Body Worth Guarding
17. The Trap
18. Satan's Witches
19. Class in Crime
20. Hutchinson: Murder One (ook bekend als Hutchinson for Murder One)
21. Foxy Lady
22. Partners
23. Quadromania
24. Deckwatch

### Vierde seizoen (1978-'79)
1. Discomania
2. The Game
3. Blindfold
4. The Hall of Terror (nooit uitgezonden)
5. Photo Finish
6. Moonshine
7. Strange Justice
8. The Avenger
9. Dandruff
10. Black and Blue
11. The Groupie
12. Cover Girl (ook bekend als No Deposit, No Return)
13. Starsky's Brother (ook bekend als Starsky's Little Brother)
14. The Golden Angel
15. Ballad for a Blue Lady
16. Birds of a Feather
17. Ninety Ponds of Trouble
18. Huggy Can't Go Home (ook bekend als Huggy Can't Go Back)
19. Targets Without a Badge - (deel 1) (ook bekend als The Snitch)
20. Targets Without a Badge - (deel 2)
21. Targets Without a Badge - (deel 3)
22. Starsky vs. Hutch
23. Sweet Revenge

## Internationaal
- In Frankrijk werd de serie uitgezonden via TF1.
- In het Verenigd Koninkrijk was de serie een groot succes in de jaren 70 op BBC1 en werd regelmatig herhaald tot begin jaren 90.
- In 2003 werd het door Five volledig herhaald.
- Alle afleveringen worden op dit moment via het televisiestation Bravo (Verenigde Staten) uitgezonden.
- Het succes van Starsky and Hutch bracht de Britse tv-producer Brian Clemens ertoe om met een hardere serie te komen die op het randje was, namelijk The Professionals; deze waren tussen 1977 en 1983 op de Britse televisie te zien.
- Hoewel beide series los van elkaar hun debuut maakten (er zaten een paar maanden tussen), had de een onwaarschijnlijk een directe invloed door de ander en zijn er zelfs opmerkelijke parallellen met The Sweeney, de harde Britse politieserie uit 1975-'78, welke de voorloper was van The Professionals.
- In Nederland werd de allereerste aflevering van de serie door de toen net nieuwe publieke omroep Veronica tijdens de eerste uitzenddag op 21 april 1976 uitgezonden. Alle 4 seizoenen zijn door Veronica op onregelmatige basis tussen 1976 en 1994 uitgezonden.

## Vuurwapens
Rechercheur Starsky liep in de proefuitzending rond met een Colt 1911 .45 ACP. Rechercheur Hutchinson liep zowel in de proefuitzending als ook in de vier seizoenen rond met een Colt Python .357 Magnum. Gedurende alle vier seizoenen droeg Starsky een Smith & Wesson 59 9mm Luger.
- Het is ook mogelijk dat Starsky's wapen een Browning Hi Power 9mm Lugar was.

## Auto's
Stuntauto's, camera-auto's, sleepauto's, dollyauto's, en auto's gebruikt voor "mooie" shots in verschillende bouwjaren tussen 1974 en 1976, aangezien de bouwstijl van de Gran Torino niet veranderd was. Het was duidelijk dat er in de proefuitzending noch in de afleveringen uit het eerste seizoen auto's uit 1976 werden gebruikt. Oorspronkelijk liet regisseur Blinn Starsky rondrijden in een gele Chevrolet Camaro, omdat hij met liefde terugdacht aan zijn eigen groene Camaro. Toen de productie van de proefuitzending begon, had Ford Motor Company dat jaar een contract met Spelling-Goldberg afgesloten. Er werd naar soortgelijke modellen gekeken en voor de proefuitzending koos men voor twee rode 351 CID "Windsor" V8-aangedreven tweedeurs Gran Torino's (een voor de uitzending en een als reserve). Ze werden uitgerust met chrome achteruitkijkspiegels en zwarte zijkanten; het interieur was zwart met vinyl zittingen. De door Ford gehuurde auto's werden door Spelling-Goldberg Productions in kleur aangepast met de kenmerkende witte streep (deze liep aan weerszijden vanaf de voorbumper over de portiers en over het dak), maar in het derde en vierde seizoen huurden de producenten de "Starsky & Hutch" PS-122 onderdelen, een van de duizend gelimiteerde uitgaven, en werd dusdanig geverfd dat het overeenkwam met de getoonde auto. Deze auto werd in 1976 als reserveauto door Ford Motor Company geproduceerd. De modellen uit 1975, gebruikt tijdens het eerste seizoen, hadden met stof bekleedde zittingen en waren helderrood gespoten. In 1976 werden ze vervangen voor drie nieuwe Torino's met vinyl zittingen en kregen exact dezelfde helderrode kleur als het vorige jaar, omdat Ford een andere rode kleurnuance gebruikte voor de nieuwe modellen; de auto's kunnen geïdentificeerd worden door de zilveren 'zijschilden' (opvulling voor bumperpanelen) die Ford gebruikte voor speciaal gespoten auto's.

## Weetjes
- De herkenningsmelodie werd opgenomen door het James Taylor Kwartet.
- In Amerika werden de afleveringen door Memorable Entertainment Television herhaald.
- Ieder seizoen had een nieuwe herkenningsmelodie. De meest bekende en traditionele melodie was die voor het tweede seizoen die in het vierde seizoen terugkeerde en in een nieuw jasje werd gestoken.
- Afhankelijk van het seizoen, werden er verschillende motors in de Torino's gebruikt. De auto's in de proefuitzending werden uitgerust met een 351 CID "Windsor" V8; de auto's voor het eerste seizoen hadden een 400 CID motor. Op de reserve- en stuntauto na, werden de drie Torino's uit 1976 vanaf het tweede tot het vierde seizoen uitgerust met een 460 CID V8-motor. Alle auto's werden voorzien van een automatische transmissie, behalve de belangrijkste auto's die een sterkere draagas hadden; de producers deden dit om de acceleratie te verhogen tijdens de stuntscènes.
- Het geluid van de motors werd op een geluidspoor gemixt.
- Twee van de Torino's uit 1976 zijn eigendom van een man in Ohio en naar verluidt bevindt de derde auto zich ergens in het zuiden (van Amerika); het is niet bekend waar de auto's uit 1975 gebleven zijn.
- Ford heeft nooit een Gran Torino uitgebracht die in de modekleur gespoten was volgens het modeljaar 1974/'75. Maar naar aanleiding van de succesvolle televisieserie "creëerde" Ford een replica van de "Starsky & Hutch"-Gran Torino uit 1976 met een gelimiteerde oplagen (duizend stuks); daarmee werd de Torino-lijn beëindigd. Een van deze symbolen, "PS 122" en gefabriceerd in een fabriek in Chicago, werd gebruikt in het derde en vierde seizoen. Deze auto had van oorsprong een 400 CID V8-motor; een van de stuntmannen had de motor naar het hiernamaals geholpen en dus werd de motor door Spelling-Goldberg vervangen voor een 429 CID V8-motor. Deze auto rijdt nog steeds in Californië rond.
- Een van de fabrieksreplica's werd in de eerste aflevering van "The Dukes of Hazzard" gebruikt door Cooter Davenport. Op 26 januari 1979 ging deze serie van start, toen Starsky en Hutch nog steeds prime time werd uitgezonden.
- De aflevering "Long Walk Down a Short Dirt Road" (tweede seizoen, 1976/'77) was gebaseerd op een stalking-incident waarbij Dolly Parton betrokken was. Dolly Parton zou zélf in de aflevering meespelen, maar uiteindelijk werd er toch voor Lynn Anderson gekozen.
- De rol van Huggy Bear was zo enorm populair onder de kijkers, dat de producenten met de gedachten speelden om hem in het tweede seizoen zijn eigen serie te geven. De aflevering "Huggy Bear and the Turkey" (tweede seizoen) was een proefuitzending voor deze serie. Hierin werden Huggy Bear en zijn vriend, voormalig Sheriff "Turkey" Turquet (Dale Robinette), privédetectives. Het idee heeft het nooit tot een daadwerkelijke serie gehaald.
- De achternaam van Huggy Bear werd enkel in "Huggy Bear and the Turkey" prijsgegeven. Daar werd hij stelselmatig 'Huggy Bear Brown' genoemd.
- De aflevering "The Fix" (eerste seizoen - hierin kreeg Hutch heroïne toegediend door gangsters om zo informatie uit hem te krijgen) werd in Engeland erg beoordeeld en uiteindelijk door de BBC "verbannen" (ondanks dat de serie pas ná 9 uur 's avonds werd uitgezonden). De aflevering was pas te zien op zaterdag 31 mei 1999, toen Channel 4 een complete Starsky & Hutch Night uitzond.

In 2003, toen Five de serie herhaalde, werd deze aflevering op donderdag 10 januari, op de gebruikelijke tijd van 10 uur 's morgens, nogmaals uitgezonden, maar het stukje waarin Hutch de heroïne krijgt toegedient was er bijna helemaal uitgelaten.
- De BBC sloeg nog meer omstreden afleveringen over, óf er werd op het allerlaatste moment stevig in geknipt.
- De titel van de proefuitzending en enkele eerste afleveringen waren "Starsky and Hutch", later werd dat "Starsky & Hutch" tot aan de allerlaatste aflevering.
- Het nichtje van David Soul, de actrice Justine O'Neil, kreeg een gastrol in de serie en speelde Rani Sobek.
- De deels gedramatiseerde serie was kredietwaardig, omdat het de eerste prime time-serie was waarin zwarte figuren een prominente en positieve rol hadden. Hier is Captain Dobey, de baas van het stel, een voorbeeld van. En hoewel Huggy min of meer een pooier of een ander soort prettige crimineel was, werd hij toch heel bekend bij het publiek en werd hij in een positief daglicht gezet.
- De serie is grotendeels opgenomen in de San Pedro-gemeenschap in Los Angeles.

### Verwijzingen
- In de serie Bassie & Adriaan: De Diamant uit 1979 droomt Bassie van een Starsky & Hutch-achtig avontuur op een Rotterdams haventerrein. Dit was een bewuste keuze aangezien beide duo's soortgelijke karakterverschillen hebben. Net als Starsky & Hutch in de slotaflevering van het tweede seizoen kwamen ook Bassie en Adriaan in deze serie in de problemen door misdadige dubbelgangers.
- In de komedie So I Married an Axe Murderer uit 1993 zei Charlie MacKenzie tegen Tony Giardino "Je lijkt op Huggy Bear van Starsky & Hutch".[1]
- De Engelse komiek Benny Hill heeft weleens een parodie op Starsky & Hutch gemaakt. Er werd vooral nadruk gelegd op het plotseling stilleggen van een scène.

## Dvd-uitgave
Sony Pictures Home Entertainment heeft als eerste alle vier seizoenen op dvd uitgebracht (in Regio 1).